# Hervormde kerk (Overschild)

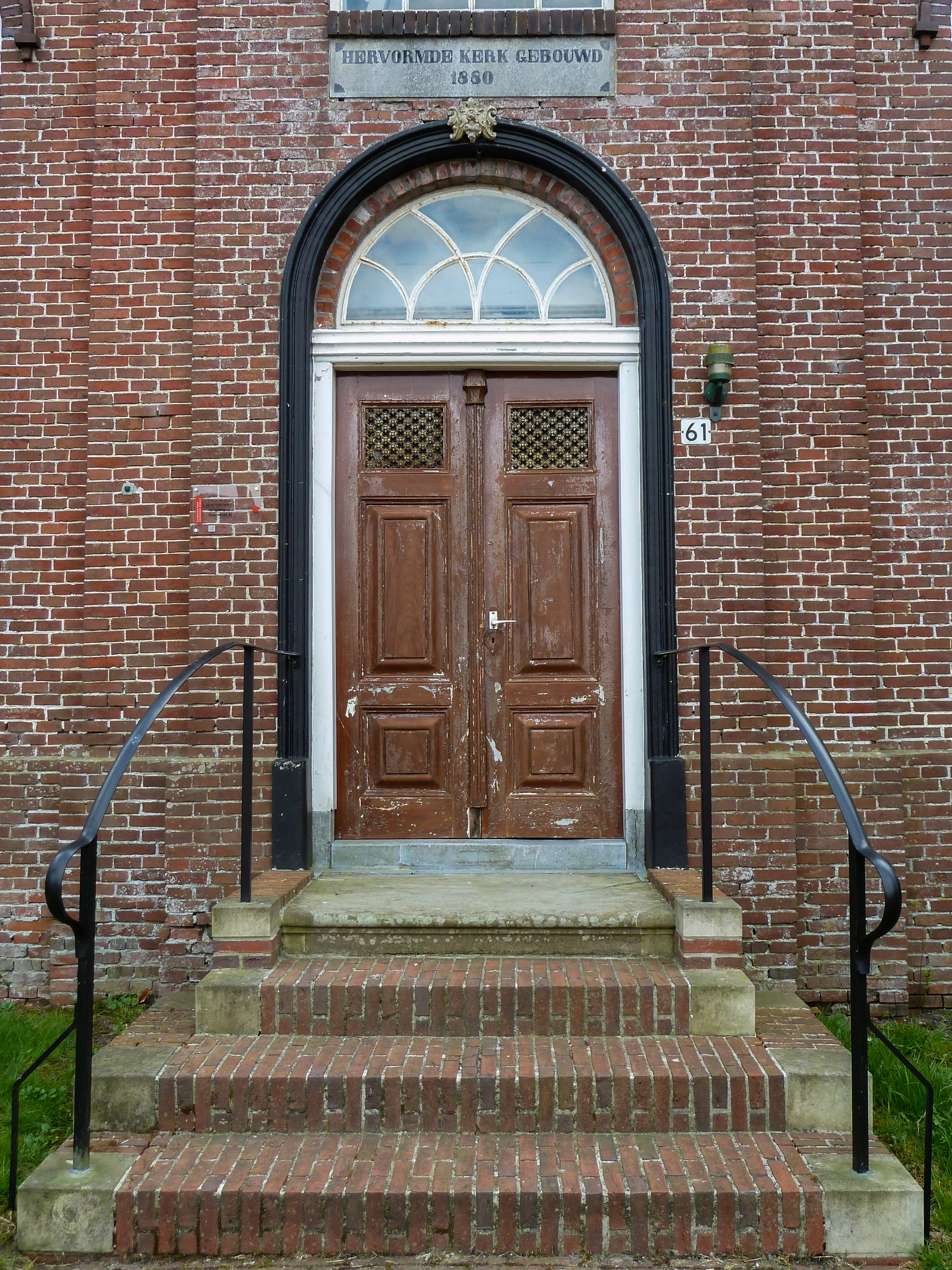
Ingangsportaal

De Hervormde kerk is een laat-19e-eeuwse kerk in Overschild, in de Nederlandse provincie Groningen. In 2002 werd dit rijksmonument overgedragen aan de Stichting Oude Groninger Kerken.
De zaalkerk wordt gekenmerkt door een sober soort neoclassicistische architectuur. De gevel, die boven het trasraam iets inspringt, is harmonieus opgezet met drie rondboogvensters en de ingang met ronde boog in dezelfde maatvoering.
Het kerkorgel is in 1952 in de kerk geplaatst in de lege orgelkas die er al aanwezig was. Het werd in 1945 gebouwd door Mense Ruiter en is afkomstig van een particuliere eigenaar in Minnertsga.
In 2016 had de kerk aardbevingsschade als gevolg van de gaswinning in Groningen. Besloten werd toen om de kerk te restaureren en te verbouwen tot theaterkerk en theeschenkerij met geld van de NAM en de provincie Groningen. In 2017 moest de verbouw gereed zijn.

## Fundering
In 2014 was al bekend dat de fundering verzakt en gescheurd was, waarbij de aardbevingen in Groningen een rol gespeeld hebben. Na tien jaar voorbereiding is de kerk in juli 2024 losgezaagd van de fundering en met hydraulische vijzels anderhalve meter opgetild, zodat de fundering gerepareerd en het gebouw versterkt kan worden. Tevens worden er aardbevingsisolatoren geplaatst. Dit zijn een soort vlakke schalen met een glijlaag ertussen. Aardbevingsgolven zijn horizontaal en dankzij de glijlaag moet de fundering kunnen bewegen zonder dat de kerk meebeweegt. In het najaar van 2024 wil men de kerk weer laten zakken, waarna hij in 2025 weer gebruikt kan worden.